# Statendam
Statendam fou un vaixell neerlandès de la naviliera Nederlandsch-Amerikaansche Stoomvaart Maatschappij, amb 29.511 tones de desplaçament, varat el 1929, i que traslladà refugiats de la Guerra Civil espanyola a Amèrica. Va ser aleshores un dels gegants del mar. El tercer de la nissaga dels Statendam, els dos darrers de la qual encara naveguen. El quart fou varat el 1957, amb 24.294 tones de desplaçament. Des de 1972 ostenta bandera panamenya i és un creuer amb el nom de Rhapsody. El cinquè fou varat el 1993. Desplaça 55.451 tones. També és un creuer, propietat des de 1994 de la naviliera Wind Surf Ltd. de Nassau, a les Bahames.
Poc després de transportar els refugiats, el tercer Statendam fou incendiat expressament al port de Rotterdam el 1940, per tal d'evitar que fos capturat pels alemanys, i fou barrinat.